# Ілльгау
Ілльгау (нім. Illgau) — громада  в Швейцарії в кантоні Швіц, округ Швіц.

## Географія
Громада розташована на відстані близько 100 км на схід від Берна, 7 км на південний схід від Швіца.
Ілльгау має площу 11 км², з яких на 3,5% дозволяється будівництво (житлове та будівництво доріг), 62,1% використовуються в сільськогосподарських цілях, 31,8% зайнято лісами, 2,6% не є продуктивними (річки, льодовики або гори).

## Демографія
2019 року в громаді мешкало 797 осіб (+1% порівняно з 2010 роком), іноземців було 3,3%. Густота населення становила 73 осіб/км².
За віковим діапазоном населення розподілялося таким чином: 27,1% — особи молодші 20 років, 59,8% — особи у віці 20—64 років, 13% — особи у віці 65 років та старші. Було 294 помешкань (у середньому 2,7 особи в помешканні).
Із загальної кількості 188 працюючих 64 було зайнятих в первинному секторі, 47 — в обробній промисловості, 77 — в галузі послуг.